# Isochromodes bermeja
Isochromodes bermeja là một loài bướm đêm trong họ Geometridae.